# Ostorhinchus properuptus
Ostorhinchus properuptus is een straalvinnige vissensoort uit de familie van de kardinaalbaarzen (Apogonidae). De wetenschappelijke naam van de soort is voor het eerst geldig gepubliceerd in 1964 door Whitley.